# 元老院紧急决定
元老院終極議決（拉丁語：Senatus consultum ultimum），亦被譯作終極議決或最終通告，是羅馬元老院有權決議的一種緊急措施制度，在共和政晚期屢次發生。在某種層面上，還可以更精確的解釋為：，意為「元老院為捍衛共和的決議」。帝政時期此制度被廢除。
決議的目的名義上是為了讓政務官可以專注政治使國家政體不受損害（consules darent operam ne quid detrimenti respublica caperet），但本質上則是給予政務官半獨裁官的權力，去維持國家，類似於今日世界各國的戒嚴令。
在歷史紀錄中，这种此決議總共被通過了至少7次。第一次通過是在前121年，大西庇阿的孫子蓋烏斯·格拉古專權的時候。第三次通過是在前100年針對薩圖爾尼努斯。還有前63年喀提林發動喀提林陰謀而獲通過。最後一次被通過是在前49年，凱撒越過卢比孔河時，這成為了凱撒日後攀上權力高峰的踏腳石。